# Каракудук (Іртиський район)
Каракуду́к (каз. Қарақұдық) — село у складі Іртиського району Павлодарської області Казахстану. Адміністративний центр Каракудуцького сільського округу.
Населення —  (2021; 492 у 2009, 709 у 1999, 691 у 1989).
Національний склад станом на 1989 рік:
- казахи — 100 %.